# Heilige Lieder
Heilige Lieder ist das siebte Studioalbum der deutschen Rockband Böhse Onkelz. Es erschien am 31. August 1992 über das Label Bellaphon Records. Als Produzent ist zum ersten und einzigen Mal „Böhse Onkelz“ angegeben.

## Entstehungsgeschichte
Die Texte des Albums entstanden im Juni 1992 während eines dreiwöchigen Urlaubs von Stephan Weidner mit seiner Freundin im mexikanischen Fischerdorf Tuxtla nördlich von Villahermosa. In dieser Zeit lebten sie in einer gemieteten, abgelegenen Strandhütte.
Eine wichtige Inspiration für die Texte war das Buch Die Lehren des Don Juan. Ein Yaqui-Weg des Wissens des amerikanischen Anthropologen Carlos Castaneda. Des Weiteren spielte auch die berauschende Wirkung von psilocybinhaltigen Pilzen eine Rolle bei der Ideenfindung.
Die Kompositionen zu den Liedern schrieb Stephan Weidner nach seiner Rückkehr zusammen mit Matthias Röhr, der zusammen mit Peter Schorowsky zu dieser Zeit eine wichtige Rolle für den Zusammenhalt der Band spielte.
Der seit dem Tod Andreas „Trimmi“ Trimborns, des besten Freundes der Band, anhaltende Alkohol- und Heroinmissbrauch von Kevin Russell dauerte auch während der Produktion dieses Albums an. Achim Schnall, der Toningenieur, übernahm wie bereits bei den Vorgängeralben die Tasteninstrumente.
Nach dem Mordanschlag von Mölln und einigen weiteren ausländerfeindlichen Übergriffen gerieten die Böhsen Onkelz wieder in die Kritik der Medien. Obwohl sich die Band seit mehreren Jahren von der rechtsextremen Szene distanziert hatte, mussten einige Konzerte der geplanten Herbsttournee abgesagt werden.

## Covergestaltung
Das Coverbild zeigt die vier Bandmitglieder der Böhsen Onkelz in Priestergewändern vor einer Wand mit blau-weißen Streifen stehend. Über diesem Bild befindet sich der typische Schriftzug Böhse Onkelz sowie der Albumtitel Heilige Lieder. Rechts und links neben dem Titel fliegen Engel. Die Idee für die schwarz-rot-goldene Covergestaltung stammte von der Bellaphon-Graphikabteilung und war mehrfach Gegenstand medialer Kritik wegen einer angeblich versteckten rechten Gesinnung der Band. Der Verfasser der autorisierten Bandbiografie Böhse Onkelz, Danke für nichts Edmund Hartsch kommentierte die Kritik und schrieb, dass Schwarz-Rot-Gold die Farben der Demokratie und nicht des dritten Reiches sind. Die Idee für das Coverbild des Albums stammt von Stephan Weidner und sollte eine Kritik an denen sein, die glaubten, sie besäßen das Recht, als einzige zu entscheiden, wer zu Gott sprechen könne. Die Priestergewänder, welche Weidner, Russell und Röhr auf dem Cover tragen, wurden jeweils von allen vier Bandmitgliedern signiert an Mitglieder des offiziellen Band-Fanclubs B.O.S.C. verlost. Das Kreuz, welches Weidner auf dem Coverbild in den Händen hält, wurde im August 1997 bei einer Feier des Fanklubs der Band in Königstein im Taunus für 480 DM versteigert und der Erlös dem Kinderhaus Frank in Königstein gespendet.

## Titelliste
| #  | Titel                                             | Länge |
| -- | ------------------------------------------------- | ----- |
| 1  | Intro Oratorium                                   | 1:31  |
| 2  | Heilige Lieder                                    | 4:44  |
| 3  | Buch der Erinnerung                               | 4:37  |
| 4  | Nenn’ mich wie du willst                          | 4:22  |
| 5  | Ich bin in dir                                    | 3:51  |
| 6  | Scheißegal                                        | 2:36  |
| 7  | Diese Lieder…                                     | 5:12  |
| 8  | Gestern war heute noch morgen                     | 3:50  |
| 9  | Schließe deine Augen (und sag’ mir was du siehst) | 5:28  |
| 10 | Gehasst, verdammt, vergöttert                     | 3:06  |
| 11 | Ein langer Weg                                    | 4:20  |
| 12 | Noreia                                            | 3:24  |
| 13 | Der Schrei nach Freiheit                          | 3:45  |
| 14 | Angst ist nur ein Gefühl                          | 4:38  |
| 15 | Wir schreiben Geschichte (CD-Bonus)               | 4:02  |

## Informationen zu einzelnen Liedern
Intro Oratorium
Der Chor wurde von Angi Dietze und Christine Veit (heute Neumann) eingesungen, die beide bis 2005 bei der christlichen Rockband Habakuk um den Frankfurter Pfarrer Eugen Eckert aktiv waren.
Heilige Lieder
In diesem Lied glorifiziert sich die Band selbstironisch. Stephan Weidner sagte 1992 in einem Interview während der Sendung Na und? – Zuviel Hass im wilden Süden? Punks, Skins und ihre Musik zum Text: „Das ist ein Lied über Religion, über Kirche und Gottes-/Götzenverehrung. Und dass wir dann sagen ‚scheinheilig‘, also bitte, das ist einfach Ironie.“
Es wurde zu einem Klassiker, der auf fast allen Konzerten gespielt wurde. Die Textzeile „Die Erde hat uns wieder“ ist ein abgewandeltes Zitat aus Goethes Faust: „O! tönet fort, ihr süßen Himmelslieder!/Die Thräne quillt, die Erde hat mich wieder!“
Buch der Erinnerung
In das Lied wurde ein Sex-Pistols-Zitat aus Anarchy in the U.K. eingebaut. Die Textzeile „Don’t know what I want, but I know how to get it“ wurde bei den Onkelz zu „Ich wusste nicht immer, was ich will, doch ich wusste, wie ich's kriege.“
Nenn’ mich wie du willst
Nenn’ mich wie du willst setzt sich mit Mitläufern in der Gesellschaft auseinander. Es zeigt gleichzeitig die Doppelmoral auf, die manche Leute an den Tag legen: „Ich gehe sonntags in die Kirche, montags schlag’ ich meine Frau!“ Auf dem Best-of Gehasst, verdammt, vergöttert … die letzten Jahre findet sich unter den Bonustracks ein experimenteller Remix dieses Liedes.
Die österreichische Band Nachtmahr veröffentlichte 2011 auf der EP Can You Feel the Beat ein Cover des Liedes.
Ich bin in dir
In dem Lied Letzte Worte zitiert Moses Pelham eine Zeile des Titels und fügt Grüße an Stephan Weidner und Edmund Hartsch hinzu: „Damn motherfucking right, die Gedanken malen Bilder, und ich finde keinen Rahmen. Cheers an Eddy Hartsch, Stephan Weidner […], die wahrscheinlich nichmal ahnen, was sie mir gaben.“
Auf dem Best-of-Album Gestern war heute noch morgen wurde das Lied als Rock-Version wiederveröffentlicht.
Diese Lieder …
In diesem Lied setzt sich die Band mit dem Mythos auseinander, der sie für viele ihrer Fans umgibt. So beginnt das Lied direkt mit der Zeile: „Wir sind keine Religion, wir sind nicht Deines Gottes Sohn.“ Gleichzeitig wird aber auch betont, dass die Texte der Band dem Hörer in persönlichen Notsituationen helfen würden. Der Beginn des Lieds erinnert an den Anfang von Nenn’ mich wie du willst. Außerdem wird in diesem Lied Hermann Hesses Siddhartha und Phil Bosmans’ Gedicht Ein Freund zitiert.
Gestern war heute noch morgen
Nach diesem Lied wurde ein Best-of-Album der Band benannt. Das Klavier wurde von Achim Schnall eingespielt.
Schließe deine Augen (und sag’ mir was du siehst)
Auf diesem Lied sind sowohl Achim Schnall als auch die beiden Sängerinnen aus dem Intro wieder zu hören. Moses Pelham sampelte später die Zeile: „Kein guter Tag zu sterben“ für das Debütalbum Direkt aus Rödelheim des Rödelheim Hartreim Projekts.
Ein langer Weg
Der Titel Ein langer Weg bezieht sich auf die bisherige Karriere der Onkelz. Sie besingen dort, dass sie ihre Vergangenheit nicht aus dem Weg kehrten, sondern dass „der Gestank der Vergangenheit“ mit auf ihrem Weg liege. Im Refrain ist eine Zeile zu hören, welche als Dank an die Fans verstanden werden kann: „Es war ein langer, langer Weg und niemand sagte, es wird leicht, wir hatten nichts zu verlier’n und wir waren nicht allein’.“
Stephan Weidner sagte bei einem Konzert der Band an der Loreley im Jahre 2003 zur Bedeutung des Liedes Folgendes: „Ich denk mal, ihr wisst es, und wir wissen es auch: Hätte es nicht diesen sagenhaften Support von eurer Seite gegeben, wären wir diesen langen Weg nicht gegangen.“
Noreia
In dem Kommentar „Was ist eine Jugendsünde?“ in der Tageszeitung Darmstädter Echo vom 28. November 1992 glaubte der Journalist Bert Hensel einen Liednamen entschlüsselt zu haben: „Neue Texte sind so verklausuliert, daß sie den Index unterschwimmen. Eine Gebrauchsanweisung geben die Onkelz bei ihrem jüngsten Ausfluß aber schon. Im Beiheft zur Platte: ‚Wenn ihr versucht, zwischen den Zeilen zu lesen, werdet ihr mehr über uns erfahren.‘ Zwischen den Zeilen steht bekanntlich nichts. In einem harmlos nach Mädchennamen klingenden Songtitel aber Bekanntes. Der heißt: ‚Noreira‘. Von hinten entschlüsselt, ließt  sich das so: ‚Arier On‘. Auch in Richtung Darmstadt?“
Tatsächlich heißt das Lied nicht Noreira, sondern Noreia, benannt nach der gleichnamigen keltischen Gottheit. Allerdings gab es einen Fehldruck auf frühen Ausgaben und bedingt durch das Verwenden der ursprünglichen Druckfolie auf der Wiederveröffentlichung des LP-Covers, auf dem Noreira steht.

## Rezeption
| Professionelle Bewertungen | Professionelle Bewertungen |
| -------------------------- | -------------------------- |
| Kritiken                   |                            |
| Quelle                     | Bewertung                  |
| Rock Hard                  | [ 25 ]                     |

Das Musikmagazin Rock Hard bewertete das Album 1992 in seiner 67. Ausgabe mit 8,5 von 10 möglichen Punkten. Positiv hervorgehoben an den Texten wurde: „Die lyrischen Ergüsse der Hessen sind somit um einiges leichter nachvollziehbar als die der Konkurrenz.“ Kritisiert wurde, dass die Texte der Lieder Heilige Lieder, Gehasst, verdammt, vergöttert und Wir schreiben Geschichte „bisweilen zu selbstherrlich und trivial“ seien. Musikalisch sei das Album „eine Spur rockiger als noch auf Wir ham' noch lange nicht genug“. Die Stimme des Sängers klinge „deutlich melodiöser und wärmer als in der Vergangenheit“. Abschließend wurde die Kontinuität der Musik hervorgehoben: "Die BÖHSEN ONKELZ und ihr neues Album sind ein Stückchen Kontinuität in schnelllebigen Zeiten, in denen morgen Dinge schon nicht mehr gelten, die heute noch „in“ sind."
Das Album Heilige Lieder belegte Platz 360 in der Liste Rock Hard – Die 500 stärksten Scheiben aller Zeiten von Rock Hard.
Das Lied Heilige Lieder belegte Platz 98 in der Liste Die 250 besten Songs aller Zeiten von Rock Hard, wobei maximal ein Titel pro Band in die Liste aufgenommen wurde.

## Kommerzieller Erfolg

### Chartplatzierungen und Singles
Das Album stieg in der 39. Kalenderwoche des Jahres 1992 auf Platz 86 in die deutschen Albumcharts ein und konnte sich in den folgenden beiden Wochen auf die Plätze 41 und 5 verbessern, bevor es auf Platz 8 fiel. Insgesamt konnte sich Heilige Lieder 13 Wochen in den Top 100 halten.
Erstmals wurde aus einem Album auch eine Single ausgekoppelt. Man wählte dafür den Song Ich bin in dir. Neben dem Titellied enthielt die Single auch die beiden Albumtracks Heilige Lieder und Gestern war heute noch morgen. Sie erschien als MCD und auch als Vinyl-EP, konnte sich jedoch nicht in den Singlecharts platzieren. Insgesamt wurden etwa 45.000 Exemplare verkauft.

### Auszeichnungen für Musikverkäufe
Das Album verkaufte sich trotz fehlender Werbung in Rundfunk und Fernsehen sowie Boykott durch große Handelsketten wie World of Music, Saturn Hansa oder Karstadt in den ersten vier Wochen nach seiner Veröffentlichung etwa 200.000 Mal. Es erhielt 1995 für mehr als 250.000 verkaufte Exemplare in Deutschland eine Goldene Schallplatte. Dies veranlasste die Plattenfirma Bellaphon Records dazu, das Album als Limited Edition in einer unbekannten Auflage neu zu veröffentlichen. An der Titelliste wurden keine Veränderungen vorgenommen, lediglich ein Aufkleber und eine goldfarbene Beschichtung der CD unterscheiden diese von der Erstveröffentlichung.
| Land/Region        | Auszeichnungen für Musikverkäufe (Land/Region, Auszeichnung, Verkäufe) | Verkäufe |
| ------------------ | ---------------------------------------------------------------------- | -------- |
| Deutschland (BVMI) | Gold                                                                   | 250.000  |
| Insgesamt          | 1× Gold ·                                                              | 250.000  |